# Lepeophtheirus abdominis
Lepeophtheirus abdominis är en kräftdjursart. Lepeophtheirus abdominis ingår i släktet Lepeophtheirus och familjen Caligidae. Inga underarter finns listade i Catalogue of Life.